# Premio Rómulo Gallegos
Il Premio Rómulo Gallegos (in spagnolo Premio Rómulo Gallegos o, per esteso, Premio Internacional de Novela Rómulo Gallegos), creato in Venezuela nel 1964, è considerato uno dei premi di narrativa in lingua spagnola più prestigiosi al mondo.

## Storia
Il premio fu istituito in Venezuela mediante decreto n° 83 promulgato dall'allora presidente Raúl Leoni, il 6 agosto 1964. Si voleva in tal modo onorare il grande scrittore venezuelano ed ex-presidente della Repubblica Rómulo Gallegos, all'epoca ancora vivente. Inizialmente aveva per oggetto la valorizzazione della narrativa latino-americana e l'attribuzione di riconoscimenti ad autori esclusivamente hispano-americani, ma, a partire dal 1995, venne estesa a tutti gli scrittori di lingua castigliana.

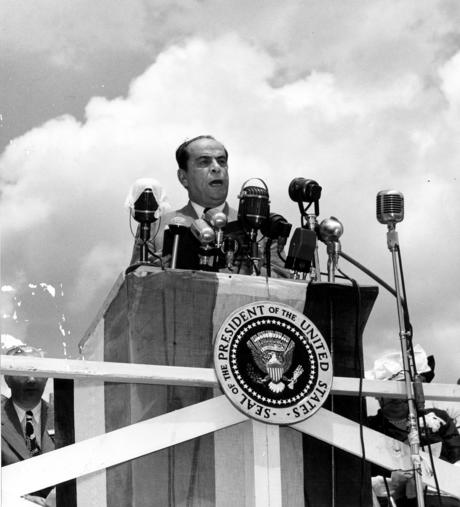
Rómulo Gallegos negli Stati Uniti in qualità di Presidente del Venezuela.

La prima assegnazione del premio ebbe luogo nel 1967. Vi parteciparono diciassette scrittori che presentarono altrettanti romanzi, giudicati da una giuria di tredici celebri critici provenienti da altrettanti paesi dell'America latina. Il premio fu vinto da La Casa Verde di Mario Vargas Llosa.
Fino al 1987 il premio è stato assegnato con cadenza quinquennale, poi, da quell'anno, biennalmente. Negli anni novanta e ancor più dopo il 2000, si è andato incrementando costantemente il numero dei romanzi in concorso, fino a raggiungere, nel 2009, il massimo storico di 275 titoli in concorso da 19 paesi.

## Giuria, modalità di partecipazione e premi
Il premio è assegnato dal Ministerio del Poder Popular para la Cultura del Venezuela, attraverso la Fundación Centro de Estudios Latinoamericanos Rómulo Gallegos (Fondazione Centro di Studi Latinoamericani Rómulo Gallegos) che si occupa anche della parte organizzativa e burocratica. La composizione e il numero dei componenti della commissione esaminatrice sono ripetutamente mutati nel tempo, passando dai tredici membri iniziali (I edizione del 1967) agli attuali (2007) cinque, provenienti da soli tre paesi Venezuela, Spagna, Honduras. Dalla II edizione del premio è invalsa la consuetudine di invitare a far parte della giuria il vincitore dell'edizione immediatamente precedente.
Possono partecipare al premio tutti gli scrittori di lingua spagnola indipendentemente dalla propria provenienza e nazionalità. Le opere presentate devono essere state pubblicate non oltre i ventiquattro mesi immediatamente precedenti l'inoltro della domanda di partecipazione. Il vincitore deve ottenere la maggioranza dei voti della commissione esaminatrice e ha diritto a riconoscimenti di vario tipo (generalmente una medaglia d'oro e/o un diploma) e a una somma di denaro variante a seconda degli anni (nell'edizione del 2007 è stata di 100.000 dollari americani). La premiazione avviene sempre il giorno 2 agosto, data della nascita dello scrittore Rómulo Gallegos, cui il premio è dedicato.

## Opere premiate

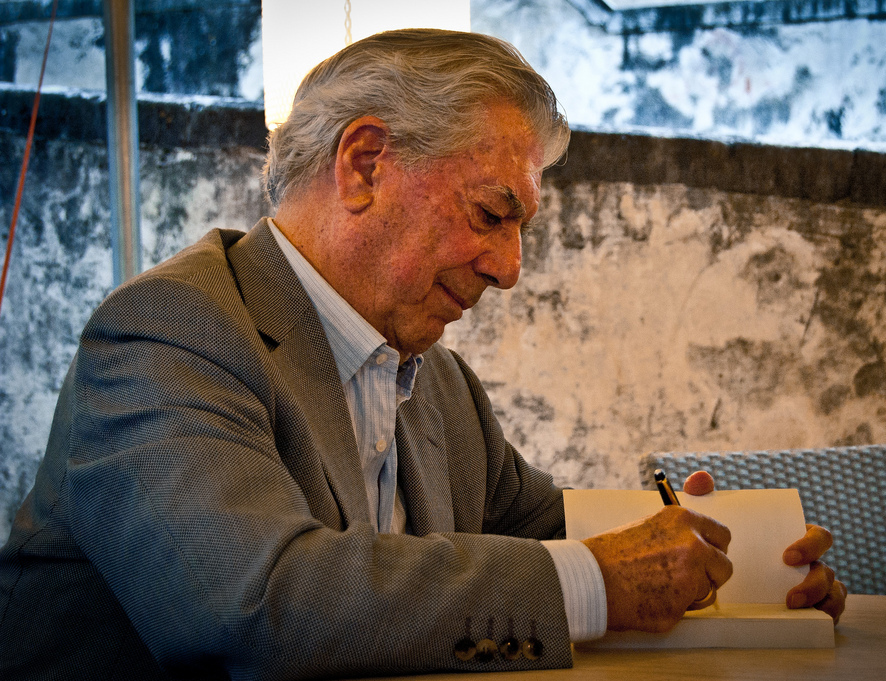
Mario Vargas Llosa, Premio Rómulo Gallegos 1967, Premio Nobel per la letteratura 2010.

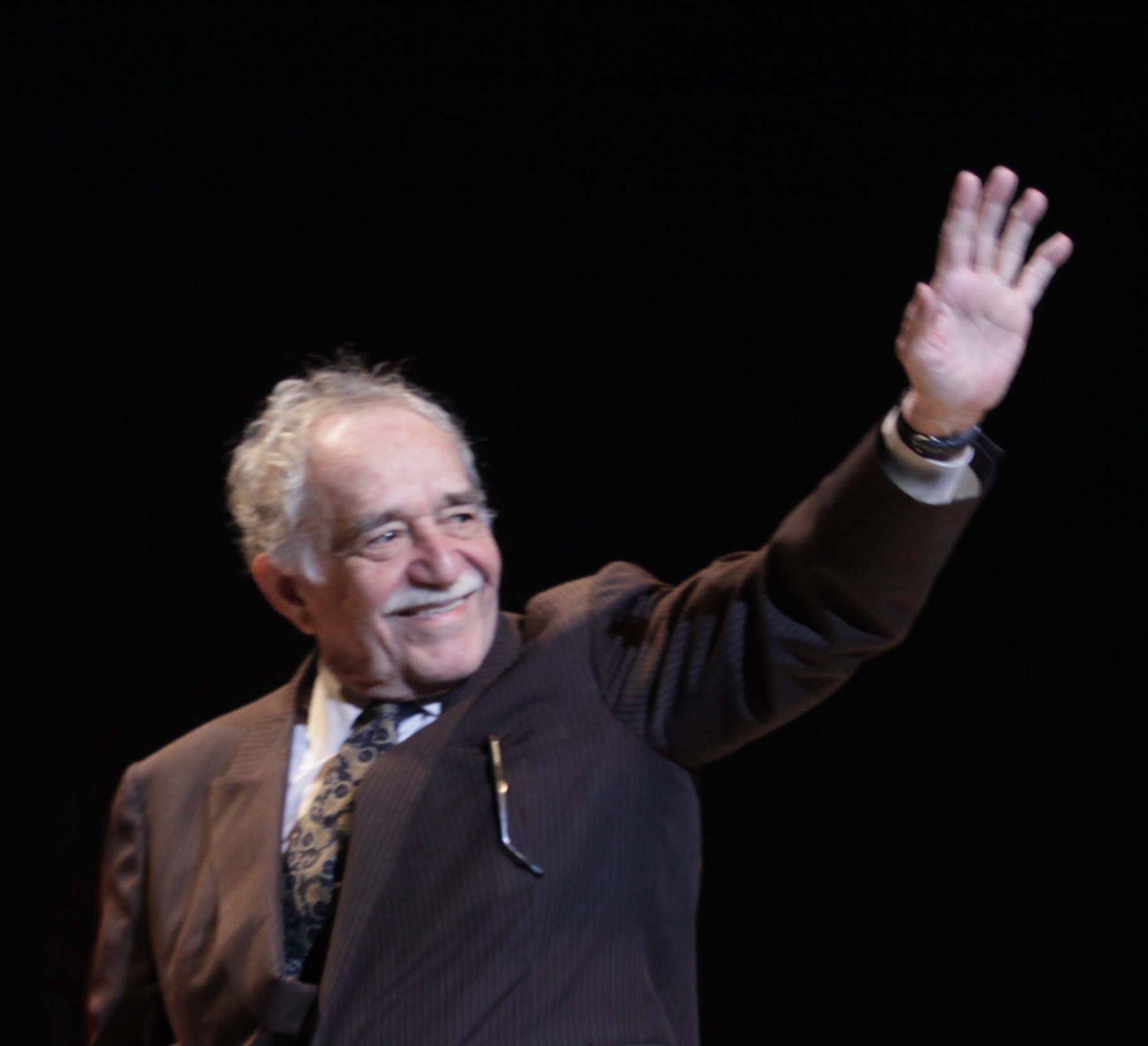
Gabriel García Márquez, Premio Rómulo Gallegos 1972, Premio Nobel per la letteratura 1982.

| Edizione | Anno | Romanzo                           | Autore                 | Paese      |
| -------- | ---- | --------------------------------- | ---------------------- | ---------- |
| I        | 1967 | La Casa Verde                     | Mario Vargas Llosa     | Perù       |
| II       | 1972 | Cien años de soledad              | Gabriel García Márquez | Colombia   |
| III      | 1977 | Terra Nostra                      | Carlos Fuentes         | Messico    |
| IV       | 1982 | Palinuro de México                | Fernando del Paso      | Messico    |
| V        | 1987 | Los perros del paraíso            | Abel Posse             | Argentina  |
| VI       | 1989 | La casa de las dos palmas         | Manuel Mejía Vallejo   | Colombia   |
| VII      | 1991 | La visita en el tiempo            | Arturo Uslar Pietri    | Venezuela  |
| VIII     | 1993 | Santo oficio de la memoria        | Mempo Giardinelli      | Argentina  |
| IX       | 1995 | Mañana en la batalla piensa en mí | Javier Marías          | Spagna     |
| X        | 1997 | Mal de amores                     | Ángeles Mastretta      | Messico    |
| XI       | 1999 | Los detectives salvajes           | Roberto Bolaño         | Cile       |
| XII      | 2001 | El viaje vertical                 | Enrique Vila-Matas     | Spagna     |
| XIII     | 2003 | El desbarrancadero                | Fernando Vallejo       | Colombia   |
| XIV      | 2005 | El vano ayer                      | Isaac Rosa             | Spagna     |
| XV       | 2007 | El tren pasa primero              | Elena Poniatowska      | Messico    |
| XVI      | 2009 | El País de la canela              | William Ospina         | Colombia   |
| XVII     | 2011 | Blanco nocturno                   | Ricardo Piglia         | Argentina  |
| XVIII    | 2013 | Simone                            | Eduardo Lalo           | Porto Rico |
| XIX      | 2015 | Tríptico de la infamia            | Pablo Montoya          | Colombia   |
|          | 2017 | Premio sospeso                    |                        |            |
| XX       | 2020 | El país del diablo                | Perla Suez             | Argentina  |